# Kamimuria quadrata
Kamimuria quadrata är en bäcksländeart som först beskrevs av Klapalek 1907.  Kamimuria quadrata ingår i släktet Kamimuria och familjen jättebäcksländor. Inga underarter finns listade i Catalogue of Life.